# Bitterfissen Bethany
Bitterfissen Bethany, egl. Jeanett Veronica Hindberg (født 5. december 1972) er en dansk blogger, der i efteråret 2011 blev kendt for sin skarpe tone i debatten. Om Anne Sophia Hermansens blog "En karrierekvindes bekendelser" skrev Bitterfissen således "Bekendelser mit åbne numsehul! Hun bekender ikke en skid, men bruger tiden på at polere sit image som selvstændig karrierekvinde, hvilket ikke ligefrem kan associeres til hendes flirtende jeg-boller-mig-gerne-til-toppen-attitude, som hendes facebooksamtaler stinker af".
Kombinationen af skarphed og anonymitet har fået flere til at gætte på bloggerens identitet, men selv ikke en dusør på 100$ fik navnet frem.
Der blev blandt andet gættet på at Ditte Okman, Michael Jeppesen eller Jim Lyngvild skulle stå bag Bitterfissen Bethany, men også flere mindre kendte er blevet foreslået.
I november 2011 kunne en blogger ved navn Frederik Trovatten, afsløre Bitterfissens identitet ved hjælp af et domæneopslag og en slettet Twitter-profil. Disse kilder ledte til navnet Jeanett Veronica Hindberg. 19. marts 2012 kunne metroXpress bekræfte navnet og havde et interview med hende. Hun er kontorassistent med bopæl i Farum.